# Alois Soukup
Alois Soukup (20. června 1905 Hradešice – 19. dubna 1970 Sušice) byl český a československý rolník, politik a poválečný poslanec Prozatímního a Ústavodárného Národního shromáždění za Československou stranu lidovou. V 50. letech pronásledován a vězněn.

## Biografie
Absolvoval zemědělskou školu v Sušici. Po většinu života hospodařil na své usedlosti v Černíči, od roku 1952 byl členem JZD. Od mládí se aktivně zúčastňoval spolkového života, nejprve jako člen Sdružení katolické mládeže v Čechách a od roku 1925 jako člen ČSL (předseda okresní organizace v Horažďovicích a v letech 1945-1948 člen Ústředního výboru ČSL). Angažoval se v řadě družstevních organizací (ředitel Zemědělské záložny v Horažďovicích, v letech 1945–1948 člen národní správy Kooperativy v Praze).
V letech 1945-1946 byl poslancem Prozatímního Národního shromáždění za ČSL. V parlamentu setrval až do parlamentních voleb v roce 1946, pak se stal poslancem Ústavodárného Národního shromáždění, kde formálnbě zasedal až do voleb do Národního shromáždění roku 1948.
Po únoru 1948 byl zbaven všech funkcí a pronásledován (komise pro očistu veřejného života mu například zabavila osobní automobil). Po vypršení poslaneckého mandátu se stáhl do soukromí a hospodařil na své usedlosti. V roce 1952 byl donucen ke vstupu do JZD. V roce 1953 byl zatčen a v letech 1953–1955 vězněn na mnoha místech. V květnu 1955 byl propuštěn na amnestii. Zbytek života prožil jako pracovník JZD a posléze v invalidním důchodu.